# James Hamilton, 1.º Duque de Abercorn
James Hamilton, 1.º Duque de Abercorn (21 de janeiro de 1811 – 31 de outubro de 1885), intitulado Visconde Hamilton de 1814 a 1818 e Marquês de Abercorn de 1818 a 1868, foi um estadista Conservador que serviu por duas vezes como Lorde Tenente da Irlanda.

## Infância e educação
Nascido numa família aristocrática anglo-irlandesa (ou antes escocesa) em Seymour Place, Mayfair, a 21 de janeiro de 1811, Abercorn era filho de James, Visconde Hamilton, ele próprio o filho mais velho de John Hamilton, 1.º Marquês de Abercorn. A sua mãe, Harriet, era a segunda filha de John Douglas, ele próprio filho de James Douglas, 14.º Conde de Morton. O seu pai faleceu quando Abercorn tinha apenas três anos. Em 1818, com sete anos de idade, sucedeu ao seu avô nos títulos e propriedades. Foi educado na Harrow School e na Christ Church, Oxford, onde se matriculou a 2 de julho de 1829.

## Carreira política
O Lorde Abercorn foi nomeado pela primeira vez tenente-adjunto do Condado de Tyrone, onde possuía uma residência familiar em Baronscourt. A 13 de novembro de 1844, Lorde Abercorn foi nomeado Lorde Tenente de Donegal. No mês seguinte, a 12 de dezembro de 1844, foi feito Cavaleiro da Ordem da Jarreteira com apenas 33 anos de idade.
Abercorn foi nomeado Groom of the Stole do Príncipe Alberto a 8 de fevereiro de 1846 e, pouco depois, a 25 de fevereiro de 1846, foi feito Conselheiro Privado. Serviu como Groom of the Stole até junho de 1859, mantendo-se uma figura proeminente na corte real durante as duas décadas seguintes. Durante este período, recebeu dois graus honorários: tornou-se LL.D. de Cambridge a 5 de julho de 1847, e DCL de Oxford a 4 de junho de 1856. De 11 de abril de 1855 a 22 de setembro de 1860, foi Coronel Honorário da Milícia de Donegal do Príncipe de Gales, e em 18 de fevereiro de 1860, foi nomeado Capitão nos recentemente formados Voluntários Escoceses de Londres.
A 6 de julho de 1866, foi nomeado Lorde Tenente da Irlanda, no terceiro governo Derby-Disraeli de Lorde Derby. Manteve o cargo após a renúncia de Derby em fevereiro de 1868 e a ascensão de Benjamin Disraeli ao cargo de primeiro-ministro. A 10 de agosto de 1868, foi criado Marquês de Hamilton e Duque de Abercorn no Pariato da Irlanda. Por esta altura, recebeu seu terceiro grau honorário, um LL.D. do Trinity College, Dublin. Após a vitória de Gladstone e dos Liberais na eleição geral do Reino Unido de 1868, Abercorn renunciou ao cargo de Lorde Tenente em 14 de dezembro.
Com a formação do segundo governo Disraeli, Abercorn foi novamente nomeado Lorde Tenente da Irlanda em 2 de março de 1874, e foi também escolhido Grão-Mestre da Grande Loja da Irlanda, cargo que ocupou até sua morte. Renunciou ao cargo de Lorde Tenente novamente em 6 de dezembro de 1876, em parte devido à saúde debilitada de sua esposa.
Abercorn foi Enviado Extraordinário para a investidura do Rei Umberto I de Itália na Ordem da Jarreteira em 2 de março de 1878. Foi eleito Chanceler da Universidade Nacional da Irlanda em 1881 e faleceu quatro anos depois, na sua residência de Baronscourt, Condado de Tyrone, a 31 de outubro de 1885. Foi sepultado no cemitério da Igreja Paroquial de Baronscourt, local de sepultamento tradicional dos Duques de Abercorn e das suas famílias.

## Interesses desportivos
Abercorn foi o inquilino de caça de Ewen Macpherson de Cluny em Loch Ericht e Benalder nas Terras Altas Centrais da Escócia. Em 1836, William Mitchell (1756 - c.1839), um dos maiores agricultores de Badenoch, foi obrigado a ceder o seu pastoril em Benalder para acomodar os interesses de caça do Marquês. Em 1839, Abercorn construiu uma grande casa de caça em Ardverikie, no lado sul de Loch Laggan, onde o pintor Sir Edwin Landseer foi um dos convidados de caça.

## Casamento e descendência
Abercorn casou com Lady Louisa, segunda filha de John Russell, 6.º Duque de Bedford, em 1832. Tiveram catorze filhos, treze dos quais sobreviveram à infância, entre os quais sete filhas, todas as quais foram instruídas a casar-se com membros da nobreza, e nenhuma abaixo do posto de conde:
- Harriet Georgiana Louisa Hamilton (1834–1913), casou em 1855 com Thomas George Anson, 2.º Conde de Lichfield. Tiveram oito filhos e cinco filhas.
- Beatrix Frances Hamilton (1835–1871), casou em 1854 com George Frederick D'Arcy Lambton, 2.º Conde de Durham.
- Louisa Jane Hamilton (1836–1912), casou em 1859 com William Scott, 6.º Duque de Buccleuch.
- James Hamilton, 2.º Duque de Abercorn (1838–1913).
- Katherine Elizabeth Hamilton (1840–1874), casou em 1858 com William Henry Edgcumbe, 4.º Conde de Mount Edgcumbe.
- Georgiana Susan Hamilton (1841–1913), casou em 1882 com Edward Turnour, 5.º Conde Winterton.
- Claud Hamilton (1843–1925).
- George Hamilton (1845–1927).
- Albertha Frances Anne Hamilton (1847–1932), casou em 1869 com George Spencer-Churchill, 8.º Duque de Marlborough. O casamento foi anulado em 1883.
- Ronald Douglas Hamilton (1849–1867).
- Maud Evelyn Hamilton (1850–1932), casou em 1869 com Henry Petty-Fitzmaurice, 5.º Marquês de Lansdowne.
- Cosmo Hamilton (1853, faleceu no mesmo dia).
- Frederick Spencer Hamilton (1856–1928).
- Ernest Hamilton (1858–1939).

Abercorn faleceu em outubro de 1885, aos 74 anos, e foi sucedido pelo seu filho mais velho, James. A Duquesa de Abercorn faleceu em março de 1905, aos 92 anos.  